# Rzeczyca (Biała Podlaska)
Pour les articles homonymes, voir Rzeczyca.
Rzeczyca (prononciation : [ʐɛˈt͡ʂɨt͡sa]) est un village polonais de la gmina de Międzyrzec Podlaski dans le powiat de Biała Podlaska de la voïvodie de Lublin dans l'est de la Pologne.
Il se situe à environ 6 kilomètres au sud-ouest de Międzyrzec Podlaski (siège de la gmina), 28 kilomètres à l'ouest de Biała Podlaska (siège du powiat) et 79 kilomètres au nord de Lublin (capitale de la voïvodie).
Le village compte approximativement une population de 860 habitants.

## Histoire
De 1975 à 1998, le village est attaché administrativement à la voïvodie de Biała Podlaska.

Depuis 1999, il fait partie de la voïvodie de Lublin.